# Tollnes BK
O Tollnes Ballklubb, ou simplesmente Tollnes BK, é um clube de futebol da Noruega fundado em 27 de setembro de 1932. Sua sede fica localizada em Skien.
Era um membro da Arbeidernes Idrettsforbund antes da Segunda Guerra Mundial.

## História recente
| Temporada |    | Pos. | Pl. | W  | D | L  | GS | GA | P  | Cupa                | Notas                    |
| --------- | -- | ---- | --- | -- | - | -- | -- | -- | -- | ------------------- | ------------------------ |
| 2000      | D2 | 5    | 22  | 11 | 4 | 7  | 51 | 35 | 37 | 3ª eliminatória     |                          |
| 2001      | D2 | 1    | 26  | 14 | 8 | 4  | 73 | 47 | 50 | 1ª eliminatória     | Promovido a 1ª Divisão   |
| 2002      | D1 | 16   | 30  | 6  | 1 | 23 | 37 | 92 | 19 | 2ª eliminatória     | Promovido a 2ª Divisão   |
| 2003      | D2 | 4    | 26  | 11 | 9 | 6  | 53 | 45 | 42 | 1ª eliminatória     |                          |
| 2004      | D2 | 4    | 26  | 16 | 2 | 8  | 68 | 42 | 50 | 2ª eliminatória     |                          |
| 2005      | D2 | 7    | 26  | 11 | 4 | 11 | 49 | 46 | 37 | 1ª eliminatória     |                          |
| 2006      | D2 | 12   | 26  | 7  | 5 | 14 | 31 | 59 | 26 | 1ª eliminatória     | Relegado para 3. Divisão |
| 2007      | D3 | 1    | 22  | 17 | 2 | 3  | 71 | 20 | 53 | 1ª eliminatória     |                          |
| 2008      | D3 | 7    | 26  | 11 | 3 | 12 | 63 | 70 | 36 | 2ª pré-eliminatória |                          |
| 2009      | D3 | 5    | 26  | 13 | 2 | 11 | 81 | 55 | 41 | 1ª pré-eliminatória |                          |
| 2010      | D3 | 4    | 26  | 17 | 3 | 6  | 89 | 41 | 54 | 1ª eliminatória     |                          |
| 2011      | D3 | 10   | 24  | 8  | 4 | 12 | 60 | 86 | 28 | 1ª pré-eliminatória |                          |
| 2012      | D3 | 9    | 26  | 10 | 3 | 13 | 47 | 55 | 33 | 1ª pré-eliminatória |                          |